# Al-Mu'azzam
Al-Mu'azzam 'Isa Sharaf ad-Din (muerto en 1227) fue un gobernante kurdo, un sultán ayubí que gobernó Damasco desde 1218 a 1227. Hijo del sultán al-Adil I y sobrino de Saladino, fundador de la dinastía, su padre le otorgó el gobierno de Damasco en 1200.  Después de la muerte de su padre en 1218, al-Mu'azzam gobernó las tierras ayubíes en Siria en su propio nombre, hasta su muerte en 1227. Le sucedió su hijo, An-Nasir Dawud.
Fue respetado como hombre de letras, interesado en gramática y jurisprudencia.